# Gymnocrex talaudensis
Gymnocrex talaudensis là một loài chim trong họ Rallidae.